# Hasan Prishtina
Hasan Prishtina (1873, Vučitrn - 1933, Soluň) byl politickým předákem kosovských Albánců v první polovině 20. století. Zvolen byl již do osmanského parlamentu ve volbách v roce 1908, poté jeho politická kariéra úspěšně pokračovala. Prishtina se stal později premiérem již nezávislé Albánie na počátku 20. let minulého století. Později upadl ale v nemilost vůdčí osobnosti meziválečné Albánie - Ahmeda Zogu - a byl donucen emigrovat.
Prishtina se narodil v roce 1873 ve Vučitrnu do bohaté zemědělské rodiny Berishů. V Soluni vystudoval gymnázium a pokračoval poté ve studiích na právnické fakultě v Istanbulu. Po mladoturecké revoluci v roce 1908 byl zvolen za poslance osmanského parlamentu. V té chvíli si změnil své příjmení z rodného Berisha na Prishtina a dodal k němu přízvisko "beg". Ve funkci byl jedno volební období; poté již zvolen do parlamentu nebyl. Namísto toho se sešel s řadou nespokojenců a rozhodl se, že je nezbytné proti mladoturecké vládě vést ozbrojený boj. 2. července 1912 vydal prohlášení, že Albánci nejsou proti Osmanské říši, ale proti nové moci a že případné vyjednávání o autonomním statusu Albánců v Turecku je možné jen v případě, že nebude mladoturecká moc svržena. Bylo zahájeno povstání, které brzy přerostlo do nemalých rozměrů a účastnilo se jej několik desítek tisíc lidí. Později se připojilo i katolické severoalbánské obyvatelstvo. Zpočátku povstalci udržovali spojení i s nedalekým srbským královstvím, avšak protože se zájmy kosovských Albánců a srbské vlády velmi rychle rozešly, bylo nakonec přerušeno a Prishtina se stal jedním z protivníků bělehradské vlády. V srpnu 1912 formuloval autonomistické požadavky pro Albánce a zaslal je turecké vládě (tzv. "Čtrnáct bodů Hasana Prishtiny"). Očekával odpověď do 48 hodin, jinak by mohli vzbouřenci obsadit Skopje. Osmanská vláda sice souhlasila s drtivou většinou požadavků, neodpověděla však ve vyhlášeném termínu a tak 11. srpna oddíly věrné Prishtinovi bez boje skutečně Skopje obsadily.
Během balkánských válek se Prishtina pokoušel zamezit případným plánům Srbska, Řecka či Černé Hory na rozdělení Albánci osídlených oblastí (mezi území těchto států).
Po vyhlášení nezávislosti Albánie podpořil Hasan Prishtina novou vládu pod vedením Ismaila Qemaliho. V roce 1913 krátce zastupoval post ministra v této vládě. 17. května 1914 pak získal místo ministra pošt na základě rozhodnutí albánského knížete Wilhelma Wieda. Po vypuknutí první světové války byla Albánie okupována cizími mocnostmi a Prishtina strávil většinu svého času tehdy v Itálii.
Na konci války se kolem Prishtiny postupně zformovalo uskupení Rady národní obrany Kosova, které usilovalo o odtržení Albánci osídlených oblastí Království SHS a jejich připojení k Albánii. K tomu se pokoušel získat i podporu různých mocností (např. Francie), avšak jeho požadavky a postoje nebyly vyslyšeny. Poté, co se boj ukázal jako marný a srbská vojska získala oblast Kosova pod svoji kontrolu, odešel Prishtina do Vídně. Tam zůstal až do roku 1919, kdy se vrátil zpět do Albánie, kde úspěšně kandidoval do místního parlamentu.
Prishtina byl velký protivník Ahmeda Zogua, albánského premiéra, prezidenta a později i krále. Zogu spolupracoval s jugoslávskou vládou, což bylo pro Prishtinu nepřijatelné. Ten naopak hledal podporu jak proti jihoslovanskému státu bojovat, kterou našel u makedonské organizace VMRO, se kterou navázal spolupráci již v lednu 1921. Oba měli společný cíl - odstranění srbské správy v oblastech dnešní Severní Makedonie. Z Albánie samotné Prishtina emigroval.
7. prosince 1921 se stal Hasan Prishtina rozhodnutím regentské rady premiérem Albánie. Jeho vláda však fungovala několik dní, neboť krátce poté, co se rozhodl nahradit právě Zogua Bajramem Currim ve funkci hlavního velitele ozbrojených sil, došlo k vzpouře. Zogu shromáždil své oddané a táhl směrem na Tiranu. Pristhina následně 11. prosince podal svoji rezignaci a odešel ze země.
V letech 1923 a 1924 byl Prishtina členem albánské delegace vlády Fana S. Noliho, která na půdě Společnosti národů protestovala proti postupům jugoslávských sil v Kosovu. Po návratu Zogua k moci na konci roku 1924 musel Prishtina opustit Albánii navždy a uchýlil se do Soluně. Krátce byl také držen ve vězení v Bělehradě. Zemřel násilnou smrtí v roce 1933, zavraždil jej Albánec Ibrahim Çelo. Důvod atentátu není dodnes znám.